# José Francisco Torres
José Francisco Torres (* 29. Oktober 1987 in Longview, Texas) ist ein US-amerikanisch-mexikanischer Fußballspieler. Aktuell spielt er für CF Pachuca in der Primera División de México.
Er besitzt sowohl die US-amerikanische als auch die mexikanische Staatsbürgerschaft. Er hat einen mexikanischen Vater und eine amerikanische Mutter.

## Vereinskarriere
Torres wurde schon von Pachuca unter Vertrag genommen, als er noch in der Highschool war. Seit 2006 spielt er für den mexikanischen Verein, während er noch die Jugendakademie des Vereins besuchte. 
Während der Apertura 2008 kam er in die erste Mannschaft und eroberte sich schnell einen Stammplatz im Team.
Zur Clausura 2013 wechselt Torres zum Ligakonkurrenten UANL Tigres. Dort konnte er dreimal die mexikanische Meisterschaft gewinnen, kam in den letzten Jahren aber kaum noch zum Einsatz. Mitte 2018 wechselte er auf Leihbasis zu Puebla FC.

## Nationalmannschaft
Torres wurde für die Olympischen Sommerspiele 2008 in Peking eingeladen. Diese Einladung musste er aufgrund der Gefahr, seinen Stammplatz bei Pachuca zu verlieren, ablehnen.
Am 11. Oktober 2008 machte er sein erstes Länderspiel gegen Kuba. Er wurde in der 68. Minute für Heath Pearce eingewechselt. Vier Tage später stand er zum ersten Mal in der Startelf gegen Trinidad und Tobago. Er gehörte dem US-Kader bei der Weltmeisterschaft 2010 an.